# تایپه نان شان پلازا
تایپه نان شان پلازا (انگلیسی: Taipei Nan Shan Plaza) ساختمان اداری ۴۸ طبقه مستقر در شهر تایپه، تایوان است، که در سال ۲۰۱۸ احداث گردید.